# Dvärggrynsnäcka
Dvärggrynsnäcka (Vertigo pusilla) är en snäckart som beskrevs av Otto Friedrich Müller 1774. Dvärggrynsnäcka ingår i släktet Vertigo, och familjen grynsnäckor. Arten är reproducerande i Sverige.